# غلالة وعائية (خصية)
الغلالة الوعائية (بالإنجليزية: Tunica vasculosa)‏ هي طبقة وعائية في الخصية تتكون من ضفيرة من الأوعية الدموية تحمل بواسطة نسيج هالي رقيق.
تغلف الغلالة الوعائية الغلالة البيضاء للخصية وحواجز داخلية مختلفة في الخصية، لذلك فهي تستغل كل التجاويف الداخلية في الخصية.